# Antoine Trivino
Pour les articles homonymes, voir Triviño.
Antoine Trivino est un footballeur français né le 13 juin 1952 à Malaga (Espagne). Il évoluait comme avant-centre. 
Il est le frère de Christophe Trivino et le père de David Trivino et l'oncle de Richard Trivino, eux aussi footballeurs professionnels et ayant joué au FC Gueugnon.

## Carrière
- avant 1973 :  US Marcigny
- 1973-1979 :  FC Gueugnon
- 1979-1981 :  AS Cannes
- 1981-1982 :  CS Louhans-Cuiseaux
- 1982-1984 :  FC Gueugnon
- 1984-1987 :  FC Bourges[1]

## Palmarès
- Champion de France de D2 en 1979 avec le FC Gueugnon
- Meilleur buteur du championnat de France D2 (Groupe A) en 1979 avec le FC Gueugnon (24 buts marqués)
- Finaliste des Jeux Méditerranéens en 1979, avec les Espoirs[2]

## Source
- Col., Football 79, Les Cahiers de l'Équipe, 1978, cf. page 108.